# Joseph Raphson

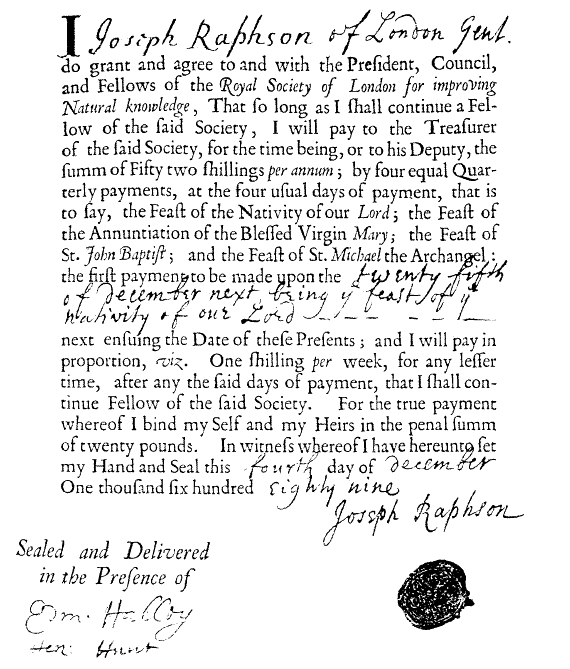
Engagement signé par J. Raphson lors de son admission à la Royal Society

Joseph Raphson (vers 1648 - vers 1715) est un mathématicien anglais, connu pour la méthode de Newton-Raphson.

## Vie et œuvre
On ne sait que peu de choses de sa vie, ses années exactes de naissance et de décès étant inconnues, même si l'historien des mathématiques Florian Cajori a fourni les dates approximatives de 1648 et 1715. Raphson fréquenta le Jesus College à Cambridge et obtint son Master of Arts en 1692. Il fut reçu à la Royal Society le 30 novembre 1689 sur proposition d'Edmond Halley. 
Son ouvrage le plus célèbre est Analysis Aequationum Universalis, publié en 1690. Il contient une méthode, aujourd'hui connue sous le nom de méthode de Newton-Raphson, permettant d'approcher les racines d'une équation. Isaac Newton avait développé une formule très similaire dans son ouvrage de 1671, La méthode des fluxions,, mais ce travail ne fut pas publié avant 1736, soit près de 50 ans après l'analyse de Raphson. La méthode de Raphson est toutefois plus simple et donc considérée comme meilleure. Ainsi, c'est cette méthode que l'on trouve dans les manuels plutôt que celle de Newton.
Raphson fut un fervent défenseur de Newton lorsque celui-ci, opposé à Leibniz, revendiqua l'invention du calcul infinitésimal. De plus, Raphson traduisit en langue anglaise l'ouvrage Arithmetica Universalis de Newton. Les deux hommes n'étaient néanmoins pas si proches, comme en témoigne l'orthographe approximative du nom de Raphson par ce dernier.
Raphson semble être l'inventeur du mot panthéisme, dans son ouvrage De spatio reali, publié en 1697, où l'a peut-être trouvé John Toland.